# Evaniella semirubra
Evaniella semirubra är en stekelart som först beskrevs av Cresson 1865.  Evaniella semirubra ingår i släktet Evaniella och familjen hungersteklar. Inga underarter finns listade i Catalogue of Life.